# Aline Helg

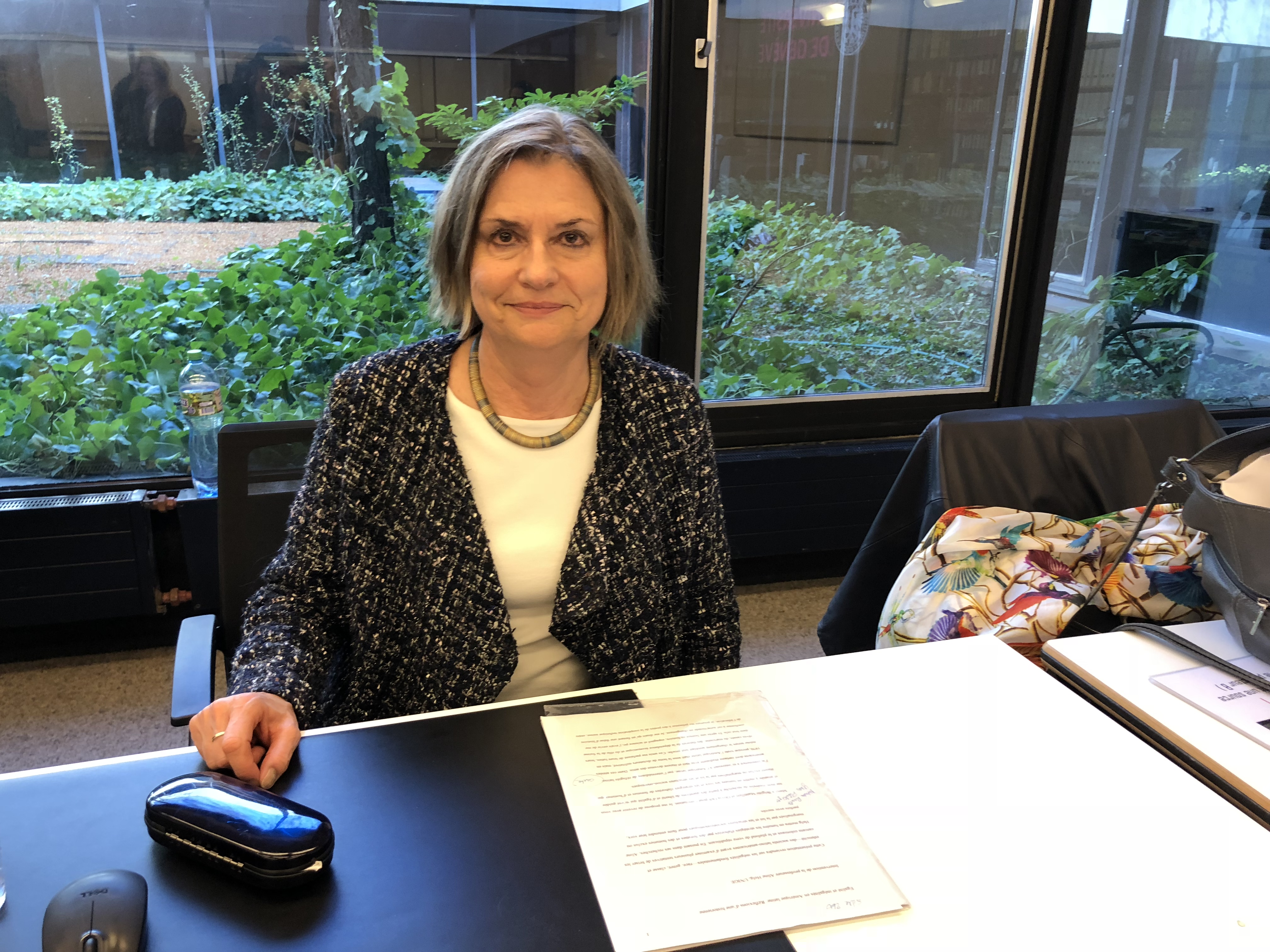
Aline Helg

Aline Helg (* 1953) ist eine Schweizer Historikerin und seit 2019 emeritierte Hochschullehrerin an der Universität Genf. Sie ist Expertin für die Geschichte der Sklaverei und der Revolutionen besonders in Lateinamerika.

## Biografie
Mit sechs Jahren verliess Helg die Schweiz und lebte in den USA, wo sie sich fremd fühlte. Nach einem dreijährigen Forschungsaufenthalt zum Bildungswesen in Kolumbien erwarb sie ihr Doktorat 1983 an der Universität Genf bei Pierre Furter und Jean-Claude Favez, 2003 wurde sie dort Professorin. Sie setzte ihre Karriere zunächst in Kuba und Kolumbien fort. Sie interessierte sich für Befreiungsbewegungen und die Rassenfrage, auch wie versucht wurde, ein würdiges Leben zu führen. Sie lehrte zuerst an der Universidad de los Andes in Bogotá. Weiter lehrte sie an der Fakultät für Psychologie und Erziehungswissenschaft und am Institut für Entwicklungsstudien (IUED) der Universität Genf sowie an der University of Texas in Austin von 1989 bis 2003. 2016 erhielt sie den Preis der Schweizer Stiftung Académie romande für das Buch Plus Jamais Esclaves.

## Geschichte der Sklaverei und der Revolutionen
In ihrer Kuba-Studie geht sie auf die Behandlung der Afrokubaner nach der Abschaffung der Sklaverei 1886 ein, die trotz der versprochenen Gleichheit diskriminierend war und in einem Massaker an Tausenden von Opfern 1912 endete. Dabei gab es nach der Beteiligung am Unabhängigkeitskrieg gegen Spanien in Kuba die erste afrokubanische politische Partei, die das Misstrauen der herrschenden Weissen auslöste.
Helg vertritt die These, dass die Sklaven in Amerika nicht auf ihre Befreiung warteten, sondern autonom eigene Befreiungsstrategien entwickelten. Sie fand heraus, dass offene Rebellion nicht die effektivste Form der Befreiung war, sondern die sogenannte encapacitation, die Mobilisierung innerer Kräfte: Flucht in noch unentdeckte Gebiete des Kontinents, Militärdienst, die Manumission und Einbringen von Sklavengesichtspunkten in den öffentlichen Freiheitsdiskurs. Der Prozess verlief in sehr kleinen Schritten.
Ihr Buch Plus jamais esclave erzählt die Geschichte von Francisque Fabulé und handelt von den Befreiungsstrategien der Sklaven in beiden amerikanischen Kontinenten zwischen 1492 und 1838.

## Schriften
- Plus jamais esclaves! De l’insoumission à la révolte, le grand récit d’une émancipation (1492–1838). La Découverte, 2016, ISBN 978-2-7071-8865-6.
  - englische Übersetzung: Slave no more : self-liberation before abolitionism in the Americas. University of North Carolina Press, 2019.
- mit Claude Auroi: Latin America 1810–2010: Dreams and legacies. Imperial College Press, London 2012, ISBN 978-1-84816-846-6.
- La educación en Colombia, 1918–1957: una historia social, económica y política. Universidad Pedagógica Nacional-Plaza & Janés Editores, Bogotá 2001.
- Our Rightful Share: The Afro-Cuban Struggle for Equality, 1886–1912. Neuausg., The University of North Carolina Press, 1995, ISBN 978-0-8078-4494-6.
- Le Développement de l'éducation primaire et secondaire en Colombie, 1918–1957, Dissertation Genf 1983; Buchveröffentlichung Civiliser le peuple et former les èlites: l'éducation en Colombie, 1918-1957. Paris: L’Harmattan, 1984, ISBN 978-2-85802-413-1.

## Einzelbelege
1. ↑  Aline Helg, Université de Genève - Academia.edu. Abgerufen am 27. September 2022.
2. ↑  Aline Helg pour memorado.ch. Abgerufen am 27. September 2022.
3. ↑  Aline Helg
4. ↑  Aline HELG. 28. Januar 2008, abgerufen am 27. September 2022 (französisch).
5. ↑  Aline Helg - Biographie, publications (livres, articles). Abgerufen am 27. September 2022 (französisch).
6. ↑  Une historienne genevoise autopsie l’esclavage aux Amériques. Abgerufen am 27. September 2022 (französisch).
7. ↑  Académie Romande – Discours de Micheline Pace - Académicienne. Abgerufen am 27. September 2022.
8. ↑  Las Independencias Hispanoamericanas. Un Objeto de Historia - Véronique Hébrard y Geneviève Verdo (Eds.) - Free Download PDF. Abgerufen am 27. September 2022 (englisch).

| Personendaten    | Personendaten          |
| ---------------- | ---------------------- |
| NAME             | Helg, Aline            |
| KURZBESCHREIBUNG | Schweizer Historikerin |
| GEBURTSDATUM     | 1953                   |